# Derek Warwick
Derek Stanley Arthur Warwick (Alresford, Hampshire, 27 de agosto de 1954) es un expiloto de automovilismo británico. Corrió en 11 temporadas de Fórmula 1, logrando cuatro podios. También, Warwick participó exitosamente en carreras de resistencia, ganando el Campeonato Mundial de Resistencia en 1992, y también fue parte del equipo Peugeot, ganador de las 24 Horas de Le Mans en ese mismo año.

## Carrera

### Inicios
Comenzó su carrera en competencias de stock car británico bajo la organización Spedeworth. Ganó el Campeonato Inglés de Superstox en 1971 y el Stock Car Racing World Championship en 1973. Luego pasaría a las competiciones de monoplazas; sería campeón de Fórmula 3 Británica Vandervell, y subcampeón en Fórmula 3 Británica BARC en 1978. También lograría el subcampeonato de Fórmula 2 Europea en 1980.

### Fórmula 1

#### 1981-1985

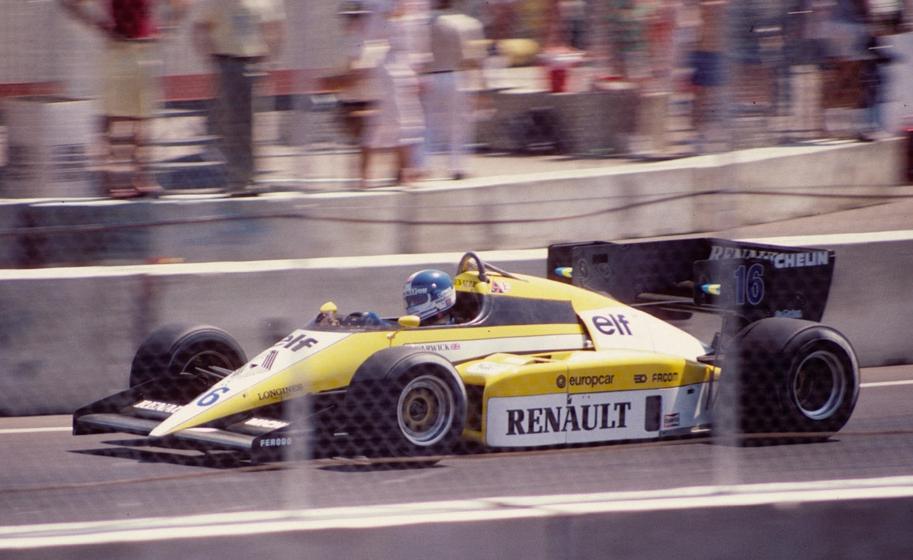
Warwick clasificó 3º con Renault en el Gran Premio de los Estados Unidos de 1984, pero se retiró en la décima vuelta.

Debutó en Fórmula 1 en 1981, formando parte del equipo Toleman. Participó en 12 carreras, pero solamente se clasificó uno, la fecha final en Las Vegas, donde no sumó puntos. Siguió en el equipo hasta 1983, donde solamente sumó puntos en las últimas cuatro fechas de la temporada última, terminando en el puesto 14 en la clasificación general con 9 puntos. En 1984 seguiría, llegando al equipo Renault; logró 4 podios para así terminar séptimo en el campeonato (su mejor resultado en F1). Siguió con el equipo francés el año siguiente, pero Warwick decayó en su rendimiento, siendo superado por su compañero de equipo Patrick Tambay, sumó 5 puntos y terminó 14.º en la clasificación general.

#### 1986-1993
La retirada de Renault, y la negativa de Ayrton Senna para que Warwick se uniera como su compañero de equipo en Lotus, hicieron que Warwick se quedará sin equipo para la temporada 1986. Tras la muerte de Elio de Angelis en un accidente de pruebas en mayo, Warwick ocupó su lugar en Brabham por el resto del año 1986. No sumó ningún punto en 11 carreras.
En 1987, Warwick fichó por el equipo Arrows, terminando la temporada con 3 puntos. La temporada 1988 vio una mejora en el rendimiento de los Arrows y Warwick terminó 7 veces en el top 6, lo que le valió 17 puntos y una octava posición en el campeonato. En 1989, la victoria no se le dio a Warwick en dos ocasiones. La primera fue en el Gran Premio de Brasil, cuando un pit-stop desastroso le costó más de los 17 segundos, y terminó por detrás del ganador Nigel Mansell. Pero la angustia real, se produjo en el Gran Premio de Canadá, cuando Warwick lideraba la carrera en una pista mojada, solo para que su motor Cosworth falló en la vuelta 40. Los problemas de fiabilidad plagaron la temporada de Warwick y le costaron buenos acabados en otras carreras, resultando que solamente consiguiera 7 puntos y el décimo lugar en la clasificación de la temporada, el último de sus 3 años en Arrows.
En 1990 fichó por Lotus, pero sumó 3 puntos, y concluyó en el puesto 14 en el campeonato. Después de tomarse tres años sabáticos en Fórmula 1, retornó a la competición en 1993 con el equipo Footwork, pero puntuó en 2 carreras, terminando en el puesto 16.º en la clasificación, siendo su último año en F1.

### Resistencia y turismos
Warwick también compitió con éxito en carreras de resistencia. Compitió con el equipo Jaguar en 1986 y 1991, donde fue subcampeón del Campeonato Mundial de Resistencia en el último año. En 1992 formó parte del equipo oficial Peugeot, y logró ganar las 24 horas de Le Mans, y el Campeonato Mundial de Resistencia.
También compitió en el Campeonato Británico de Turismos (BTCC), después de retirarse de Fórmula 1, conduciendo para el equipo oficial Alfa Romeo en 1995. A pesar de que el equipo dominó el año anterior, su coche estaba poco desarrollado en esta ocasión, lo que lleva a una mala temporada; terminó 19.º en la clasificación. Después de un año fuera de las carreras, Warwick volvió a la BTCC en 1997, no solamente como piloto sino también como cofundador del equipo 888 Racing y compitió con la marca Vauxhall. Participó de ese año y del siguiente, logrando una sola victoria en Knockhill en 1998, y un noveno lugar del campeonato de ese año como mejor resultado en la BTCC.
Se retiró de la competición a finales de año, pero continuó con su participación en el equipo por otros 3 años. También participó de los 1000 km de Bathurst en 1997, y 1998, terminó sexto y quinto respectivamente. En 2005 y 2006 fue parte de Grand Prix Masters, cosechando como mejor resultados dos quintos puestos. En 2007 participó de una carrera de la Porsche Supercup en Silverstone, donde terminó en el puesto 27. A partir de ahí no compitió más como piloto.
Tras su retiro, Derek ocupó el puesto de Presidente del British Racing Drivers' Club entre 2011 y 2017.

## Resultados

### Fórmula 1
(Clave) (negrita indica pole position) (cursiva indica vuelta rápida)

| Año     | Escudería                 | 1       | 2       | 3        | 4       | 5       | 6        | 7       | 8       | 9       | 10      | 11      | 12      | 13      | 14      | 15      | 16      | Pos. | Puntos |
| ------- | ------------------------- | ------- | ------- | -------- | ------- | ------- | -------- | ------- | ------- | ------- | ------- | ------- | ------- | ------- | ------- | ------- | ------- | ---- | ------ |
| 1981    | Candy Toleman Motorsport  | USW     | BRA     | ARG      | SMR DNQ | BEL DNQ | MON DNPQ | ESP DNQ | FRA DNQ | GBR DNQ | GER DNQ | AUT DNQ | NED DNQ | ITA DNQ | CAN DNQ | LVG Ret |         | NC   | 0      |
| 1982    | Candy Toleman Motorsport  | RSA Ret | BRA DNQ | USW DNPQ | SMR Ret | BEL Ret | MON DNQ  | USE     | CAN     | NED Ret | GBR Ret | FRA 15  | GER 10  | AUT Ret | SUI Ret | ITA Ret | LVG Ret | NC   | 0      |
| 1983    | Candy Toleman Motorsport  | BRA 8   | USW Ret | FRA Ret  | SMR Ret | MON Ret | BEL 7    | USW Ret | CAN Ret | GBR Ret | GER Ret | AUT Ret | NED 4   | ITA 6   | EUR 5   | RSA 4   |         | 14.º | 9      |
| 1984    | Equipe Renault Elf        | BRA Ret | RSA 3   | BEL 2    | SMR 4   | FRA Ret | MON Ret  | CAN Ret | USE Ret | USA Ret | GBR 2   | GER 3   | AUT Ret | NED Ret | ITA Ret | EUR 11  | POR Ret | 7.º  | 23     |
| 1985    | Equipe Renault Elf        | BRA 10  | POR 7   | SMR 10   | MON 5   | CAN Ret | USE Ret  | FRA 7   | GBR 5   | GER Ret | AUT Ret | NED Ret | ITA Ret | BEL 6   | EUR Ret | RSA     | AUS Ret | 14.º | 5      |
| 1986    | Motor Racing Developments | BRA     | ESP     | SMR      | MON     | BEL     | CAN Ret  | USE 10  | FRA 9   | GBR 8   | GER 7   | HUN Ret | AUT DNS | ITA Ret | POR Ret | MEX Ret | AUS Ret | NC   | 0      |
| 1987    | USF&G Arrows Megatron     | BRA Ret | SMR 11  | BEL Ret  | MON Ret | USE Ret | FRA Ret  | GBR 5   | GER Ret | HUN 6   | AUT Ret | ITA Ret | POR 13  | ESP 10  | MEX Ret | JPN 10  | AUS Ret | 16.º | 3      |
| 1988    | USF&G Arrows Megatron     | BRA 4   | SMR 9   | MON 4    | MEX 5   | CAN 7   | USE Ret  | FRA Ret | GBR 6   | GER 7   | HUN Ret | BEL 5   | ITA 4   | POR 4   | ESP Ret | JPN Ret | AUS Ret | 8.º  | 17     |
| 1989    | USF&G Arrows              | BRA 5   | SMR 5   | MON Ret  | MEX Ret | USA Ret | CAN Ret  | FRA     | GBR 9   | GER 6   | HUN 10  | BEL 6   | ITA Ret | POR Ret | ESP 9   | JPN 6   | AUS Ret | 10.º | 7      |
| 1990    | Camel Team Lotus          | USA Ret | BRA Ret | SMR 7    | MON Ret | CAN 6   | MEX 10   | FRA 11  | GBR Ret | GER 8   | HUN 5   | BEL 11  | ITA Ret | POR Ret | ESP Ret | JPN Ret | AUS Ret | 14.º | 3      |
| 1993    | Footwork Mugen-Honda      | RSA 7   | BRA 9   | EUR Ret  | SMR Ret | ESP 13  | MON Ret  | CAN 16  | FRA 13  | GBR 6   | GER 17  | HUN 4   | BEL Ret | ITA Ret | POR 15  | JPN 14  | AUS 10  | 16.º | 4      |
| Fuente: |                           |         |         |          |         |         |          |         |         |         |         |         |         |         |         |         |         |      |        |

### 24 Horas de Le Mans
| Año     | Equipo                                | Copilotos                          | Automóvil           | Clase | Vueltas | Pos. | Pos. Clase |
| ------- | ------------------------------------- | ---------------------------------- | ------------------- | ----- | ------- | ---- | ---------- |
| 1983    | Kremer Racing                         | Patrick Gaillard Frank Jelinski    | Porsche-Kremer CK5  | C     | 76      | DNF  | DNF        |
| 1986    | Silk Cut Jaguar Tom Walkinshaw Racing | Eddie Cheever Jean-Louis Schlesser | Jaguar XJR-6        | C1    | 239     | DNF  | DNF        |
| 1991    | Silk Cut Jaguar Tom Walkinshaw Racing | John Nielsen Andy Wallace          | Jaguar XJR-12       | C1    | 356     | 4.º  | 4.º        |
| 1992    | Peugeot Talbot Sport                  | Yannick Dalmas Mark Blundell       | Peugeot 905 Evo 1B  | C1    | 352     | 1.º  | 1.º        |
| 1996    | Courage Compétition                   | Mario Andretti Jan Lammers         | Courage C36-Porsche | LMP1  | 315     | 13.º | 3.º        |
| Fuente: |                                       |                                    |                     |       |         |      |            |